# Suối Đắk Oa
Suối Đắk Oa, còn viết là Đăk Wa, là phụ lưu của Sông Đắk R' Lấp trong Hệ thống sông Đồng Nai. Suối chảy ở huyện Bù Đăng tỉnh Bình Phước, Việt Nam.

## Dòng chảy
Suối bắt nguồn từ vùng núi phía đông xã Thọ Sơn, chảy về hướng tây nam. 11°54′01″B 107°22′55″Đ / 11,900239°B 107,381864°Đ
Suối đổ vào dòng Sông Đắk R' Lấp ở ranh giới xã Minh Hưng và Đức Liễu huyện Bù Đăng. Cửa sông nay ở trong lòng hồ thủy điện Thác Mơ. 11°47′28″B 107°05′58″Đ / 11,791223°B 107,09938°Đ

## Thác Đứng
Trên dòng Đắk Oa có Thác Đứng ở vùng đất hai xã Đoàn Kết và Minh Hưng, là danh lam thắng cảnh cấp tỉnh ở Bình Phước .